# Lukáš Kašpar (lední hokejista)
Lukáš Kašpar (* 23. září 1985, Most) je bývalý český hokejový útočník se zkušenostmi z NHL a KHL, mistr světa z roku 2010.

## Ocenění a úspěchy
- 2011 KHL – All-Star Game

## Prvenství

### NHL
- Debut – 27. října 2007 (Dallas Stars proti San Jose Sharks)
- První gól – 12. října 2008 (Los Angeles Kings proti San Jose Sharks, brankáři Jasonu LaBarberovi)
- První asistence – 13. prosince 2008 (San Jose Sharks proti St. Louis Blues)

### KHL
- Debut – 11. září 2010 (Barys Astana proti Severstal Čerepovec)
- První gól – 13. září 2010 (Barys Astana proti SKA Petrohrad, brankáři Jakubu Štěpánekovi)
- První asistence – 13. září 2010 (Barys Astana proti SKA Petrohrad)

## Klubová statistika
| Sezóna       | Klub                     | Soutěž       |     | Základní část | Základní část | Základní část | Základní část | Základní část |   | Play off | Play off | Play off | Play off | Play off |
| Sezóna       | Klub                     | Soutěž       | Z   | G             | A             | B             | TM            | Z             | G | A        | B        | TM       |          |          |
| 2001–02      | HC Chemopetrol, a.s.     | ČHL-18       | 48  | 35            | 41            | 76            | 143           | 2             | 1 | 1        | 2        | 0        |          |          |
| 2002–03      | HC Chemopetrol, a.s.     | ČHL-20       | 26  | 14            | 14            | 28            | 40            | —             | — | —        | —        | —        |          |          |
| 2002–03      | HC Chemopetrol, a.s.     | ČHL          | 9   | 1             | 1             | 2             | 2             | —             | — | —        | —        | —        |          |          |
| 2003–04      | HC Chemopetrol, a.s.     | ČHL-20       | 23  | 21            | 14            | 35            | 56            | 1             | 0 | 0        | 0        | 0        |          |          |
| 2003–04      | HC Chemopetrol, a.s.     | ČHL          | 37  | 4             | 2             | 6             | 10            | —             | — | —        | —        | —        |          |          |
| 2003–04      | HC Slovan Ústečtí Lvi    | 1.ČHL        | 1   | 1             | 0             | 1             | 0             | —             | — | —        | —        | —        |          |          |
| 2003–04      | SK HC Baník Most         | 2.ČHL        | —   | —             | —             | —             | —             | 1             | 0 | 0        | 0        | 2        |          |          |
| 2004–05      | Ottawa 67's              | OHL          | 59  | 21            | 30            | 51            | 45            | 21            | 6 | 14       | 20       | 8        |          |          |
| 2005–06      | Cleveland Barons         | AHL          | 76  | 14            | 22            | 36            | 88            | —             | — | —        | —        | —        |          |          |
| 2006–07      | Worcester Sharks         | AHL          | 78  | 12            | 28            | 40            | 64            | 6             | 0 | 2        | 2        | 6        |          |          |
| 2007–08      | San Jose Sharks          | NHL          | 3   | 0             | 0             | 0             | 0             | —             | — | —        | —        | —        |          |          |
| 2007–08      | Worcester Sharks         | AHL          | 73  | 17            | 24            | 41            | 44            | —             | — | —        | —        | —        |          |          |
| 2008–09      | San Jose Sharks          | NHL          | 13  | 2             | 2             | 4             | 8             | —             | — | —        | —        | —        |          |          |
| 2008–09      | Worcester Sharks         | AHL          | 65  | 17            | 27            | 44            | 40            | 12            | 2 | 2        | 4        | 0        |          |          |
| 2009–10      | Adirondack Phantoms      | AHL          | 8   | 1             | 2             | 3             | 4             | —             | — | —        | —        | —        |          |          |
| 2009–10      | Kärpät Oulu              | SM-l         | 39  | 14            | 17            | 31            | 20            | 10            | 1 | 4        | 5        | 12       |          |          |
| 2010–11      | Barys Astana             | KHL          | 51  | 23            | 18            | 41            | 41            | 4             | 1 | 0        | 1        | 10       |          |          |
| 2011–12      | Barys Astana             | KHL          | 52  | 13            | 20            | 33            | 44            | 7             | 3 | 1        | 4        | 0        |          |          |
| 2012–13      | HK Donbass Doněck        | KHL          | 32  | 8             | 14            | 22            | 10            | —             | — | —        | —        | —        |          |          |
| 2013–14      | Barys Astana             | KHL          | 49  | 16            | 20            | 36            | 26            | 13            | 1 | 3        | 4        | 4        |          |          |
| 2014–15      | HK Jugra Chanty-Mansijsk | KHL          | 51  | 16            | 16            | 32            | 64            | —             | — | —        | —        | —        |          |          |
| 2014–15      | Kärpät Oulu              | Liiga        | 12  | 4             | 1             | 5             | 0             | 14            | 2 | 1        | 3        | 8        |          |          |
| 2015–16      | HC Slovan Bratislava     | KHL          | 58  | 16            | 31            | 47            | 39            | 4             | 0 | 2        | 2        | 2        |          |          |
| 2016–17      | HK Dynamo Moskva         | KHL          | 27  | 7             | 9             | 16            | 10            | 8             | 0 | 2        | 2        | 27       |          |          |
| 2016–17      | HK Dynamo Balašicha      | VHL          | 1   | 0             | 0             | 0             | 2             | —             | — | —        | —        | —        |          |          |
| 2017–18      | HC Slovan Bratislava     | KHL          | 46  | 4             | 17            | 21            | 54            | —             | — | —        | —        | —        |          |          |
| 2018–19      | HC Kometa Brno           | ČHL          | 22  | 6             | 7             | 13            | 4             | —             | — | —        | —        | —        |          |          |
| 2018–19      | HC Verva Litvínov        | ČHL          | 29  | 9             | 11            | 20            | 12            | —             | — | —        | —        | —        |          |          |
| 2019–20      | HC Verva Litvínov        | ČHL          | 34  | 8             | 9             | 17            | 16            | —             | — | —        | —        | —        |          |          |
| 2019–20      | BK Mladá Boleslav        | ČHL          | 9   | 4             | 5             | 9             | 6             | —             | — | —        | —        | —        |          |          |
| 2020–21      | Anglet Hormadi Élite     | LM           | 7   | 2             | 10            | 12            | 12            | —             | — | —        | —        | —        |          |          |
| Celkem v AHL | Celkem v AHL             | Celkem v AHL | 300 | 61            | 103           | 164           | 240           | 18            | 2 | 4        | 6        | 6        |          |          |
| Celkem v NHL | Celkem v NHL             | Celkem v NHL | 16  | 2             | 2             | 4             | 8             | —             | — | —        | —        | —        |          |          |
| Celkem v KHL | Celkem v KHL             | Celkem v KHL | 366 | 103           | 145           | 248           | 288           | 36            | 5 | 8        | 13       | 43       |          |          |

## Reprezentace
Premiéra v reprezentaci: 15. prosince 2009, Česko – Slovensko, Košice.
| Rok                    | Tým                    | Soutěž                 | Z  | G | A | B | TM |
| ---------------------- | ---------------------- | ---------------------- | -- | - | - | - | -- |
| 2003                   | Česko 18               | MS-18                  | 6  | 2 | 2 | 4 | 6  |
| 2004                   | Česko 20               | MSJ                    | 6  | 0 | 3 | 3 | 2  |
| 2005                   | Česko 20               | MSJ                    | 7  | 1 | 1 | 2 | 16 |
| 2010                   | Česko                  | MS                     | 9  | 2 | 1 | 3 | 4  |
| 2012                   | Česko                  | MS                     | 7  | 0 | 1 | 1 | 4  |
| 2016                   | Česko                  | MS                     | 8  | 4 | 1 | 5 | 2  |
| Juniorská reprezentace | Juniorská reprezentace | Juniorská reprezentace | 19 | 3 | 6 | 9 | 24 |
| Seniorská reprezentace | Seniorská reprezentace | Seniorská reprezentace | 24 | 6 | 3 | 9 | 10 |